# Landkreis Lichtenfels
Landkreis Lichtenfels ligger i den vestlige del af Regierungsbezirk Oberfranken i  den tyske delstat Bayern. Nabolandkreise er mod vest og nord Landkreis Coburg, mod nordøst Landkreis Kronach, mod øst Landkreis Kulmbach, mod sydøst Landkreis Bayreuth og mod syd Landkreis Bamberg.

## Geografi
Kreisområdet er præget af floden Main og Maindalen, der går gennem området fra øst mod vest. Ved den ligger de vigtigste byer,  Burgkunstadt, Bad Staffelstein og administrationsbyen (Kreisstadt) Lichtenfels. Fra nord kommer bifloden Rodach, der munder ud i Main mellem Hochstadt am Main og Lichtenfels. Syd for Main strækker udløbere af Fränkischen Alb med blandt andre Staffelberg ved Staffelstein sig ind i området. Nord for Main er der udløbere af Itz-Baunach-bakkelandet.

### Trafik
Lichtenfels er et vigtigt jernbaneknudepunkt. Allerede i 1846 åbnede strækningen Bamberg–Lichtenfels der var en del af  Ludwigs-Süd-Nord-Bahn.
Werrabahn fra Lichtenfels over Coburg og Meiningen til Eisenach kom i drift i 1859.
Hochstadt-Stockheimer Eisenbahn oprettede i 1861 fra banegården  Hochstadt-Marktzeuln forbindelse til Kronach, og alle tre er  i dag dele af vigtig hovestrækninger. 
I alt er der 51 kilometer jernbane, der stadig er i drift i området. 

## Byer og kommuner
Kreisen havde 66838  indbyggere pr.  2018-12-31

Byer
1. Bad Staffelstein (10389)
2. Burgkunstadt (6451)
3. Lichtenfels (20133)
4. Weismain (4783)

Købststæder (Markt)
1. Ebensfeld (5593)
2. Marktgraitz (1140)
3. Marktzeuln (1525)

Kommuner
1. Altenkunstadt (5383)
2. Hochstadt a.Main (1650)
3. Michelau i.OFr. (6386)
4. Redwitz a.d.Rodach (3405)

Verwaltungsgemeinschafte
1. Hochstadt-Marktzeuln med administration i Marktzeuln
med kommunerne 
 Hochstadt a. Main og Marktzeuln (Markt)
2. Redwitz a.d. Rodach
med kommunerne 
Marktgraitz (Markt) og Redwitz a.d. Rodach

Kommunefri områder (7,49 km²)
1. Breitengüßbacher Forst (2,40 km²)
2. Mainecker Forst (ophævet 1. Januar 2000)
3. Neuensorger Forst (5,09 km²)